# Castellers de Mediona
La colla dels Castellers de Mediona és una colla castellera fundada l'any 2017, a Sant Joan de Mediona, un poble de l'Alt Penedès. Va fer la primera actuació per la Festa Major de Sant Joan de Mediona d'aquell any, en un moment en què la colla encara no formava part de la Coordinadora de Colles Castellers de Catalunya. El 2018 va passar a formar part de la CCCC com a colla en formació i el 2022 va passar a formar-ne part com a membre de ple dret.
La colla dels Castellers de Mediona es va fundar a principis del mes de maig del 2017. Van començar fent tallers amb la gent del poble, fins que es va fer la primera actuació sense camisa a la Festa Major de Sant Joan de Mediona. El dia 17 de maig del 2018, van celebrar la seva primera actuació fora de casa, a Sant Llorenç d'Hortons, amb els Vailets de Gelida. A la diada, van descarrerar el 3 de 6, el seu primer 4 de 6 i 3 de 6 amb l'agulla. El dia 21 de març del 2018, la colla castellera van presentar la seva imatge i la nova camisa que mantenen en l'actualitat. Llueixen una camisa de color blau texà amb l'escut de la colla brodat amb colors diferents. Els padrins de la colla són els Castellers de Vilafranca i els Bous de la Bisbal.
El dia 20 de juliol de 2019 van descarregar el seu primer 5 de 6 de la seva història a la Bisbal del Penedès. Després per l'aturada per la pandèmia, el durant la Festa Major de Sant Joan de Mediona els Castellers de Mediona van fer la millor actuació de la seva història fins al moment amb el 3 de 7 (castell descarregat per primer cop), el 4 de 7 i el 5 de 6.

## Galeria
- 4 de 7 dels Castellers de Mediona a Sant Joan de Mediona el dia 31 de juliol del 2022
- Primer 3 de 7 dels Castellers de Mediona a Sant Joan de Mediona el dia 31 de juliol del 2022
- Torre de 6 dels Castellers de Mediona a Collbató el dia 18 de setembre del 2022